# Татен, Виктор
Викто́р Тате́н (фр. Victor Tatin, 1843—18 апреля 1913) — французский инженер, теоретик и экспериментатор. В 1879 году создал летающую модель самолёта с двигателем на сжатом воздухе.

## Биография

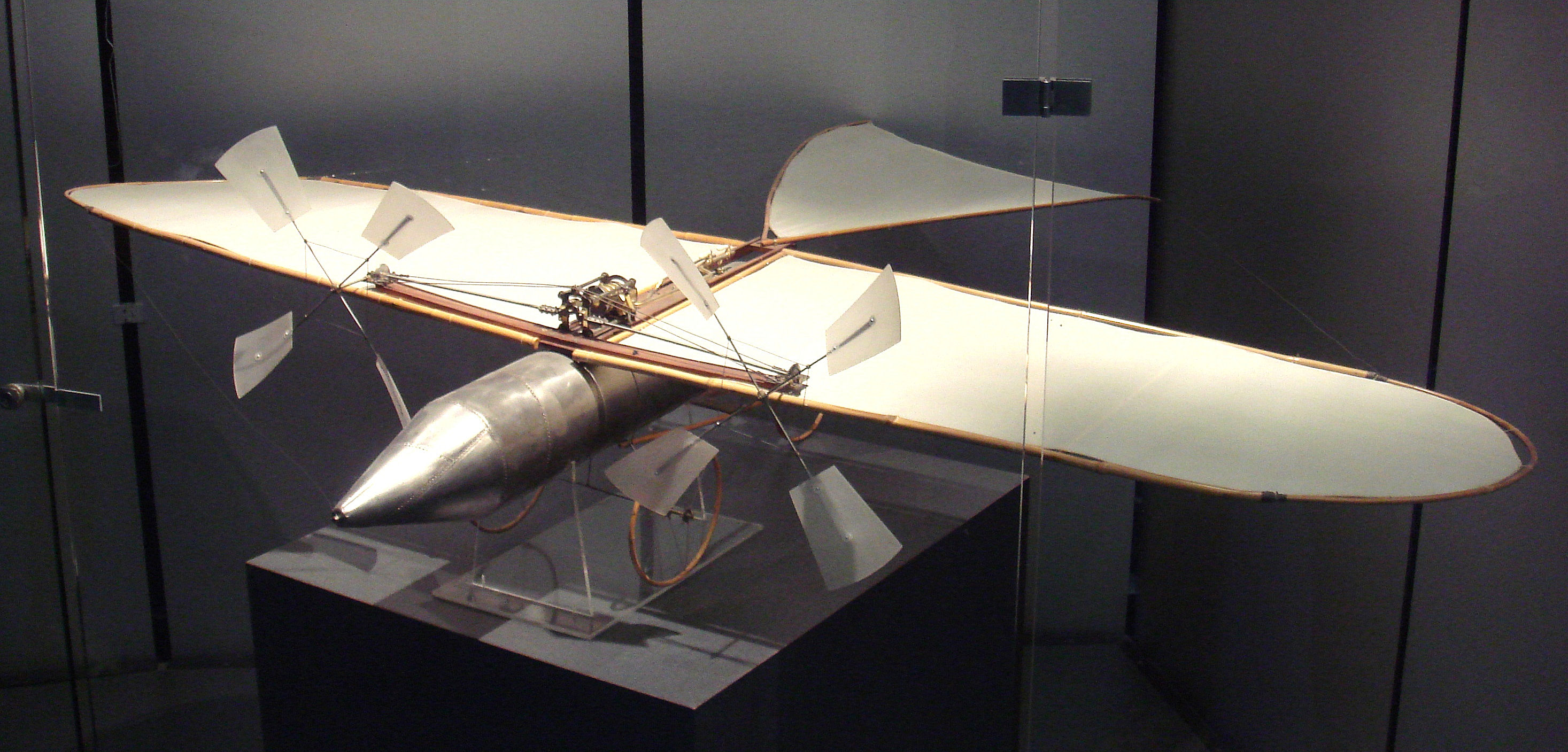
Аэроплан Виктора Татена (1879)

Модель имела размах крыльев 1,90 м и весила 1,8 кг. Имела два винта, которые приводились в действие двигателем работающим на сжатом воздухе. Запуск был осуществлён на военном объекте в Шале-Медоне.
Между 1890 и 1897 годами Татен и Шарль Рише экспериментировали с паровыми моделями с размахом крыла 6,6 м и весом 33 кг с передним и задним винтами. Их модели удалось пролететь 140 метров со скоростью 18 метров в секунду. В 1902—1903 годах он вместе с Морисом Малле занимался строительством дирижабля. В 1905 году он разработал пропеллер, который Вуя Траян использовал на своём экспериментальном самолете.

## Труды
- Victor Tatin, Elements d’aviation (Paris: Dunod et Pinet, 1908)